# Sheffield-Regeln

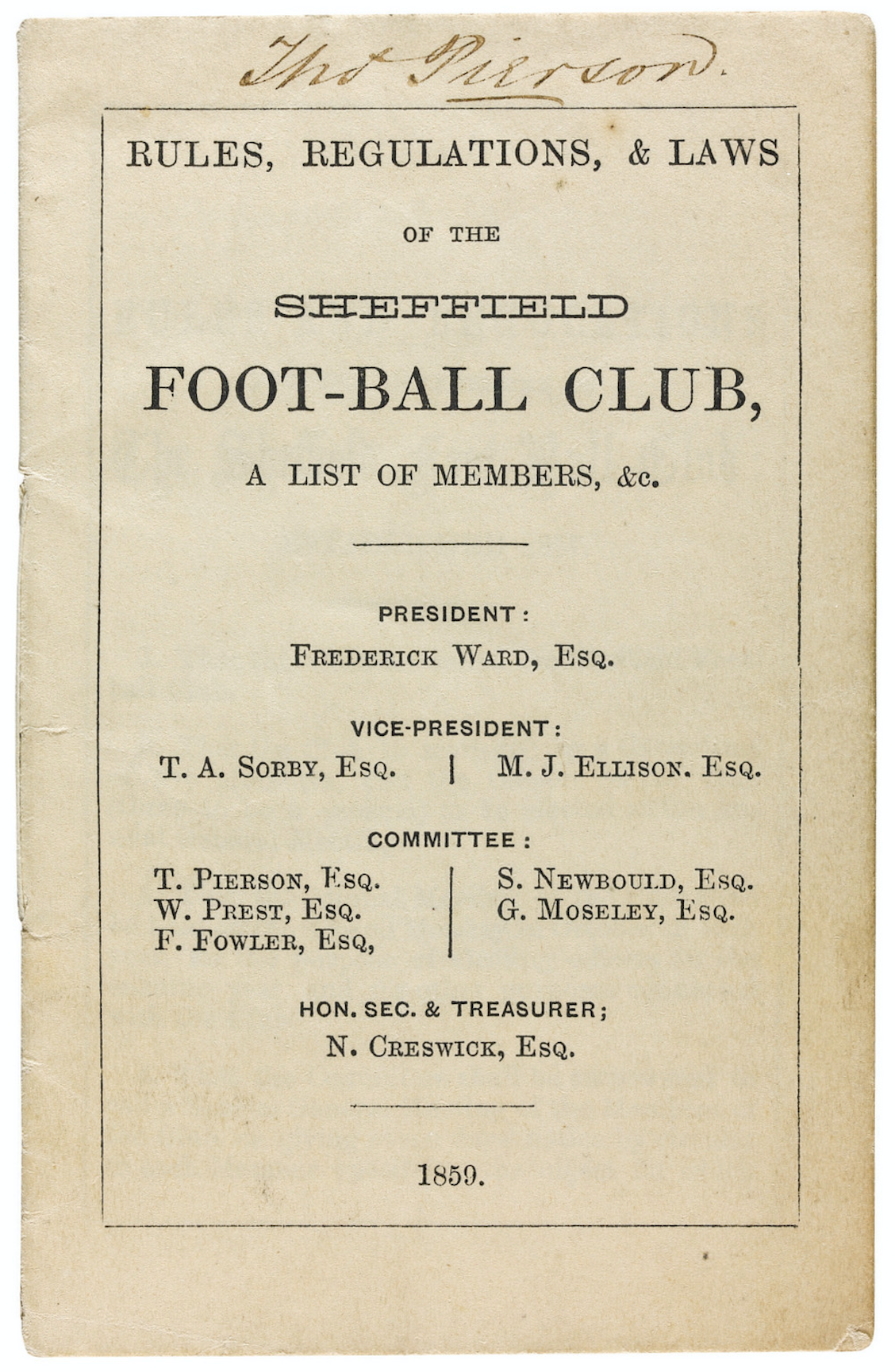
Titelseite der Erstausgabe der Rules, Regulations, & Laws of the Sheffield Foot-Ball Club (1859)

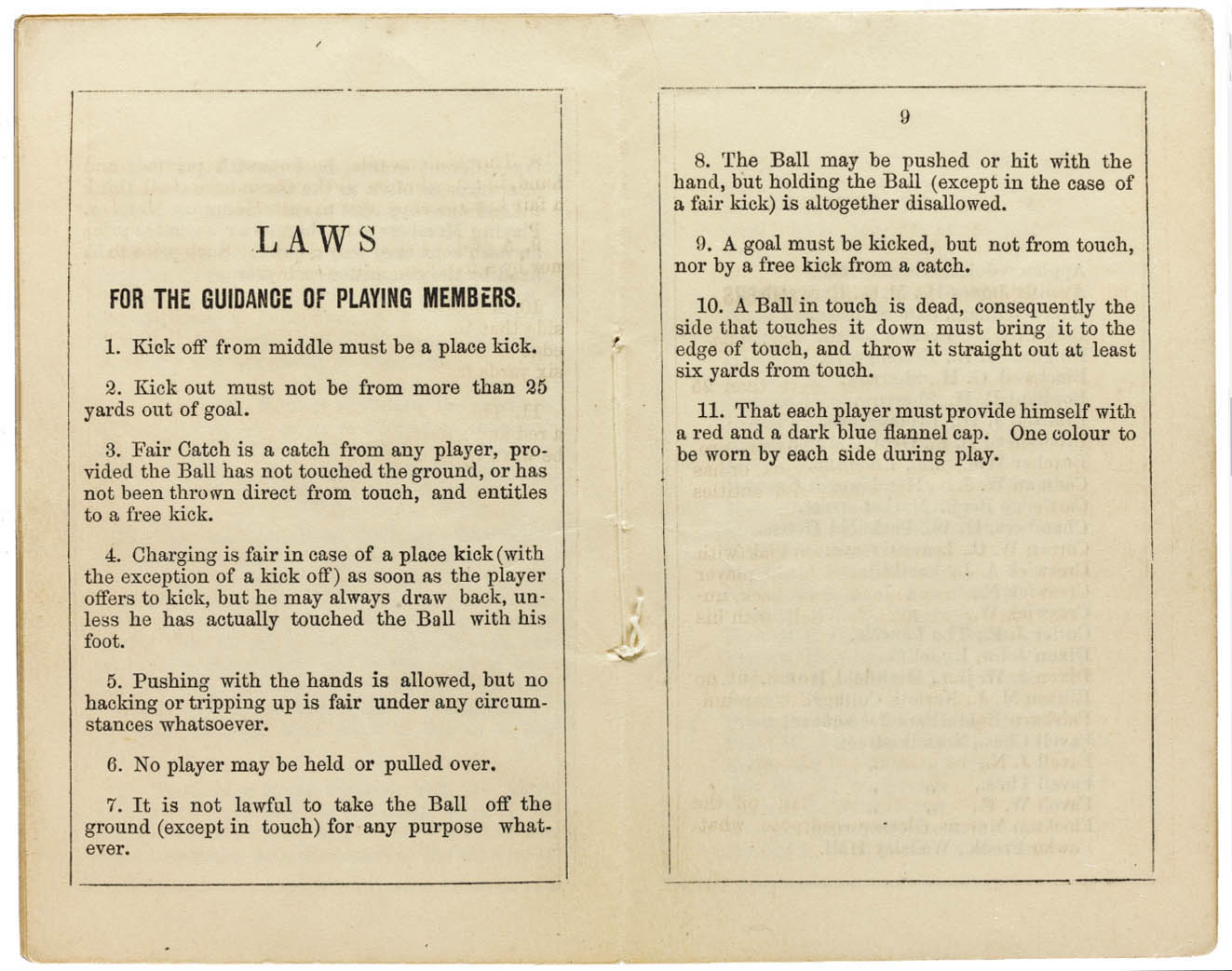
Elf Grundregeln

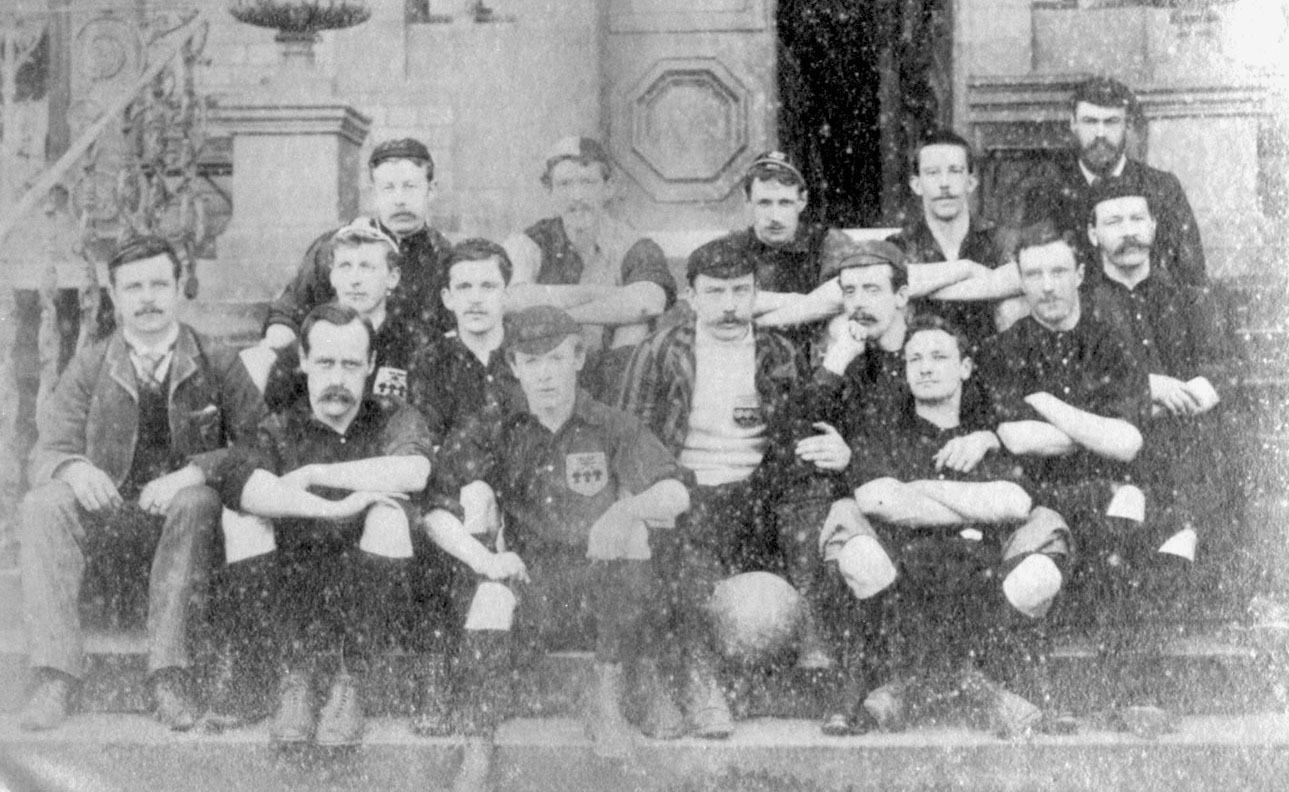
Das Team des Sheffield F.C., 1890

Die Sheffield-Regeln waren Fußballrichtlinien, die in der englischen Stadt Sheffield zwischen 1857 und 1877 entwickelt wurden und nach denen dort gespielt wurde. Die Regeln wurden erfunden von Nathaniel Creswick und William Prest zur Nutzung durch den neu gegründeten Sheffield Football Club. Sie wurden als die offiziellen Regeln der 1867 gegründeten Sheffield Football Association übernommen. Mit der Zeit wendeten auch andere Clubs und Verbände in Nord- und Mittelengland die Regeln an und machten sie so zur populärsten Form des Fußballs in der Zeit zwischen 1860 und 1870.
Erst sechs Jahre nach der Entwicklung der Sheffield-Regeln wurden die offiziellen Fußballregeln aufgestellt. Diese waren durch die Sheffield-Regeln beeinflusst, aber durch ständige Auseinandersetzungen darüber wurden die Sheffield-Regeln weiter genutzt. Während dieser Zeit fanden viele Elemente der Sheffield-Regeln den Eingang in das Fußballspiel. Reguläre Spiele zwischen London und Sheffield wurden nach beiden Regelwerken ausgetragen, und schließlich einigte man sich 1877 darauf, ein gemeinsames Regelwerk durch die Football Association zu entwickeln und zu verwalten.
Die Sheffield-Regeln hatten einen großen Einfluss auf die Entwicklung des modernen Fußballs. Sie führten das Konzept des Freistoß nach Fouls, den Eckstoß und den Einwurf ein. Die Aufgabe des Fair Catch, bei denen der Ball zunächst mit der Hand gefangen werden durfte, führte zur Entwicklung des Kopfballs. Nur der Torwart, dessen Position durch die Sheffield-Regeln geschaffen wurde, durfte den Ball noch mit der Hand spielen.  Die ersten Meisterschaftsspiele zwischen Clubs wurden nach den Sheffield-Regeln ausgetragen.

## Hintergrund
Das älteste belegbare Fußballspiel in Sheffield fand im Jahr 1794 zwischen Sheffield und Norton im Sheffielder Stadtteil Bents Green statt. Das Spiel dauerte drei Tage, was zur damaligen Zeit nicht ungewöhnlich war. Es wurde vermerkt, dass es zu keinen Todesfällen während des Spiels kam, obwohl es mehrere Verletzungen gab. Gegen 1850 wurden verschiedene Versionen des Fußballs in öffentlichen Schulen und Club in England gespielt. Jede Schule spielte nach eigenen Regeln, obwohl es 1848 einen Versuch der Cambridge University gab, diese zu vereinheitlichen. Die Regeln waren jedoch außerhalb der Schulen kaum zugänglich. Zu dieser Zeit neigte der Fußball dazu, unorganisiert zu sein und galt als regelloses Spiel, das als Mob Football bekannt war. Obwohl es Spiele zwischen kleineren, gleich starken Mannschaften gab, blieb es bis in die 1860er Jahre ein Minderheitensport.
Während der Wintermonate des Jahres 1855 organisierten die Spieler des Sheffield Cricket Club informelle Fußballspiele, um die Fitness bis zum Start der neuen Saison zu erhalten. Zwei dieser Spieler waren die in Yorkshire geborenen Nathaniel Creswick (1826–1917) und William Prest (1832–1885). Creswick war ein aktiver Sportler in einer Reihe von Sportarten wie Cricket und Laufen, Prest spielte für die All England XI und war Captain des Yorkshireteams.
Die Gründungsversammlung des FC Sheffield fand am 24. Oktober 1857 im Parkfield House im Stadtteil Highfield statt. Als erstes Vereinsheim nutzte der Verein ein Gewächshaus an der East Bank Road, ein angrenzendes Stück Land als erstes Spielfeld.

## Regeln von 1858
Die ersten niedergeschriebenen Regeln wurden auf der ersten Jahreshauptversammlung des Clubs am 21. Oktober 1858 festgelegt. Ein erster Entwurf wurde in geänderter Fassung in derselben Versammlung für die Saison 1858/59 verabschiedet.
So wurde festgelegt, dass der Anstoß von der Mitte vom ruhenden Ball ausgeführt werden musste. Ein Abstoß sollte nicht mehr als 23 Meter vor dem Tor erfolgen. Die Regeln erlaubten zunächst noch den Fair Catch, den Fang des Balles von einem Spieler, vorausgesetzt, der Ball hatte den Boden nicht berührt. Das Aufheben oder Festhalten des Balles war untersagt. Drücken war erlaubt, aber nicht das Festhalten des Spielers. Ein Tor zählte nur, wenn es geschossen wurde, aber nicht als direkter Freistoß. Jeder Spieler musste je nach Zugehörigkeit entweder eine blaue oder eine rote Kappe tragen, um einem Team eindeutig zugeordnet zu werden.